# Paweł Chorąży
Paweł Tomasz Chorąży (ur. 12 września 1974) – polski urzędnik służby cywilnej, specjalista programów unijnych, w latach 2015–2018 podsekretarz stanu w Ministerstwie Rozwoju, następnie w 2018 na tożsamym stanowisku w Ministerstwie Inwestycji i Rozwoju.

## Życiorys
W 1998 ukończył studia latynoamerykańskie i stosunki międzynarodowe na Uniwersytecie Warszawskim. W 2001 został absolwentem Krajowej Szkoły Administracji Publicznej i od tego roku jest urzędnikiem służby cywilnej. Od 2003 do 2004 stypendysta Fundacji Roberta Boscha w Niemczech. Wykładał później na KSAP i Uniwersytecie Łódzkim.
Związany kolejno z Ministerstwem Pracy i Polityki Społecznej, a następnie Ministerstwem Rozwoju Regionalnego oraz Ministerstwem Infrastruktury i Rozwoju. Zajmował się Programem Aktywizacji Obszarów Wiejskich Banku Światowego oraz środkami przedakcesyjnymi PHARE. Od 2004 kierował departamentem Europejskiego Funduszu Społecznego. Odpowiadał za negocjacje z Komisją Europejską i nadzorował programy finansowane przez EFS. Koordynował programy współpracy z OECD w zakresie dostosowania do globalizacji i programów lokalnych. Od września 2015 członek Grupy Wysokiego Szczebla Niezależnych Ekspertów ds. Uproszczeń dla Beneficjentów ESIF w Komisji Europejskiej. Uczestniczył w projektach doradczych dla władz Chorwacji, Rumunii i Gruzji, a także misjach eksperckich OECD m.in. w Kazachstanie, Japonii i Turcji.
26 listopada 2015 mianowany wiceministrem rozwoju, odpowiedzialnym za realizację programów unijnych. 18 stycznia 2018 przeszedł na tożsame stanowisko jako wiceminister inwestycji i rozwoju. We wrześniu 2018 został zdymisjonowany przez premiera Mateusza Morawieckiego z powodu publicznych wypowiedzi na temat przyjmowania przez Polskę imigrantów, niezgodnych ze stanowiskiem rządu.
Zna języki: angielski, niemiecki, francuski i hiszpański. Odznaczony Złotym Krzyżem Zasługi (2014).